# 동성 노씨
동성 노씨(童城盧氏)는 경기도 김포시를 본관으로 하는 한국의 성씨이다.
시조는 노정(盧挺)이라는 인물로, 고려에서 소경(少卿)을 지냈다고 한다.

## 참고 자료
- “동성노씨(童城盧氏)”. 뿌리를 찾아서.[깨진 링크(과거 내용 찾기)]